# ایدمیا
ایدمیا (انگلیسی: IDEMIA) شرکت خوشه‌ای فرانسوی است، که در سال ۲۰۰۰ تأسیس شد.